# كعكة القهوة والجوز
كعكة القهوة والجوز كعكة إسفنجية مصنوعة من قهوة زائدة وعادة ما تكون إما قهوة فورية أو قهوة مخيم وقطع الجوز . غالبًا ما تُملأ الكعكة بقشدة الزبدة المُطعّمة ويعلوها المزيد من الزبدة وأنصاف الجوز.
يتوفر كعك القهوة والجوز على نطاق واسع في المحلات في المملكة المتحدة. قال كاتب الطعام الإنجليزي نَيجل سِلاتر إنها ستكون وجبته الأخيرة إذا كان لديه خيار.